# Лунин, Дмитрий Сергеевич
Дмитрий Сергеевич Лунин (укр. Дмитро Сергійович Лунін; род. 31 марта 1980, Харьков, Украинская ССР) — украинский предприниматель и государственный деятель, временно исполняющий обязанности председателя Полтавской областной государственной администрации с 24 декабря 2021 по 10 октября 2023 года.

## Биография
Родился 31 марта 1980 года в Харькове.

## Образование
В 2001 году окончил Национальный технический университет «Харьковский политехнический институт» (специальность «Экономика и предпринимательство») и получил степень бакалавра.
В 2003 году окончил Национальный технический университет «Харьковский политехнический институт» (специальность «Экономическая кибернетика, инженер-менеджер»).
2006—2013, Тhe Open University, MBA.
2016—2017, Киево-Могилянская бизнес-школа, финансы и маркетинг.
В 2021 году окончил Учебно-научный институт «Институт государственного управления» ХНУ имени В.Н. Каразина, специальность «Публичное управление и администрирование».

## Трудовая деятельность
С ноября 2003 по февраль 2005 года — начальник отдела сбыта, ООО «Троянда-Харьков», г. Харьков.
С марта 2005 по май 2009 года — директор Коммерческого Департамента ООО ТВ «Хладопром», г. Харьков.
С май 2009 по июль 2015 года — директор ООО «Хладик Трейд», г. Харьков.
С августа 2015 по март 2017 года — директор Коммерческого департамента ООО «Айс Ритейл», г. Запорожье.
С марта 2017 по ноябрь 2019 года — физическое лицо — предприниматель Лунин Дмитрий Сергеевич, г. Харьков.
С ноября 2018 по ноябрь 2019 года — учредитель, коммерческий директор ООО «4Э Консалтинг», г. Харьков.
С декабря 2019 по декабрь 2021 года — первый заместитель председателя Полтавской облгосадминистрации, г. Полтава.
С 24 декабря 2021 по 10 октября 2023 года — временно исполняющий обязанности председателя Полтавской областной государственной администрации.

## Семья
Отец Сергей Лунин, управление, сельское хозяйство, магистр государственного управления. Мать Лариса Лунина, заслуженный учитель Украины.
Воспитывает двух сыновей и дочь: Дмитрия (род. 31 декабря 2009) и Даниила (род. 25 ноября 2014) и Стефанию (род. 9 марта 2023).

## Спорт
Кандидат в мастера спорта по боксу, баскетболу, плаванию. Победитель всеукраинских соревнований.